# Becky (Sängerin)
Becky bzw. Becky♪♯, eigentlich Rebecca Eri Rabone, (ベッキー Bekkī) (* 6. März 1984 in der Präfektur Kanagawa) ist eine japanische Sängerin, Schauspielerin und Model. Ende 2009 begann sie ihre Musik-Karriere, für die sie eine Achtelnote und ein Kreuz an ihren Namen anhängte.

## Leben
Becky ist das erste Kind ihres englischen Vater Simon und ihrer japanischen Mutter. Sie hat eine jüngere Schwester, Jessica, die in den USA Tanz studierte. Die Familie ihrer Mutter war in einer Episode von Sekai no Hatemade Itte Q! zu sehen. Sie studierte in Tokio und wurde 2008 von Japan Today zur beliebtesten japanischen TV-Persönlichkeit benannt.
Ihr TV-Debüt hatte sie in der beliebten Kinder-Show Oha-Suta im Jahr 1999. Sie las die englischen Bezeichnungen der Pokémon in einem Teil der Show namens Pokémon: The World. So wurde sie zu einem Teil der Show und war bald in vielen Werbespots zu sehen. Außerdem lieh sie mehreren Animefiguren ihre Stimme. 2003 spielte sie die Rolle der Ellen Kaga in der Fernsehserie Stand Up!!.

## Filmografie
| Neben diversen Fernsehshows war Becky in folgenden Sendungen zu sehen: - 2008: Nodame Cantabile Special Lesson (Europe Special) (Fuji TV) - 2006: Walkers (NHK) - 2006: Anna-san no Omame (TV Asahi) - 2006: Detective Conan (YTV) - 2006: Taiyou no Uta (TBS) - 2006: Toritsu Mizusho! (NTV) - 2006: Yaoh (TBS) - 2006: Rondo (TBS) - 2004: Hikeshiya Komachi (NHK) - 2004: Ace o Nerae! (TV Asahi) - 2003: Stand Up!! (TBS) - 2003: Blue Moshiku wa Blue (NHK) - 2003: Boku no Mahou Tsukai (NTV) - 2002: Tsūhan Man (TV Asahi) - 2001: Ultraman Cosmos (TBS) - 2001: Churasan (NHK) | - 2009: Monsters vs. Aliens (japanische Stimme von Susan Murphy/Gigantiga) - 2007: Die Simpsons – Der Film (japanische Stimme von Lisa) - 2005: Makoto - 2005: Mask 2 - 2001: Hallo! Oswald - 2019: First Love |

## Diskografie
Neben ihrer Arbeit als Schauspielerin und Model ist Becky auch Sängerin. 2009 veröffentlichte sie ihre erste Single unter dem Namen Becky♪♯ bei EMI Music Japan. Die Single war in den Oricons täglichen und wöchentlichen Charts.

### Alben
| Titel                           | Veröffentlichung |
| ------------------------------- | ---------------- |
| Kokoro no Hoshi                 | 24. Februar 2010 |
| Kaze to Melody (Kaze to Merodī) | 13. Juli 2011    |

### Singles
| Präsenz                | Titel                                            | Veröffentlichung  | Notiz                                                    | Album           |
| ---------------------- | ------------------------------------------------ | ----------------- | -------------------------------------------------------- | --------------- |
| Becky                  | Sora Tobu Pokémon Kids (Sora Tobu Pokemon Kizzu) | 17. Juli 1999     |                                                          |                 |
| Becky                  | Densetsu no Stafy (Densetsu no Sutafī)           | 4. September 2002 | Densetsu no Stafy Titellied                              |                 |
| Becky                  | Sarara                                           | 4. Dezember 2002  |                                                          |                 |
| Becky                  | Horiken Size II (II Horiken Saizu II)            | 12. März 2003     |                                                          |                 |
| Becky                  | Hello! Thank You! (Harō! Sankyū!)                | 29. April 2005    | Pokémonpark Titellied                                    |                 |
| Becky                  | Himawari                                         | 22. Februar 2006  |                                                          |                 |
| Becky♪♯                | Kokoro Komete                                    | 2. Dezember 2009  | Beispiel                                                 | Kokoro no Hoshi |
| Becky♪♯                | Suki Dakara                                      | 3. Februar 2010   | Beispiel                                                 | Kokoro no Hoshi |
| Becky♪♯                | Emerald (Emerarudo)                              | 20. Juli 2010     | Japanisches Titellied zu Drachenzähmen leicht gemacht    | Kaze to Melody  |
| Becky♪♯                | Fuyusora no Love Song (Love Song)                | 1. Dezember 2010  | Happy Music Titellied                                    | Kaze to Melody  |
| Gucky (グッキー Gukkī) | Good Lucky                                       | 2. März 2011      | Titellied zum 10. Geburtstag der Universal Studios Japan | Kaze to Melody  |
| Becky♪♯                | Kaze no Shirabe                                  | 15. Juni 2011     | Beispiel                                                 | Kaze to Melody  |